# Partido Marxista-Leninista da Nicarágua
O Partido Marxista-Leninista da Nicarágua é um partido político comunista da Nicarágua. O líder do partido é Isidro Téllez.
Nas eleições parlamentares de 1984 o partido ganhou dois assentos. Nas eleições presidenciais de 1990 o candidato do partido, Isidro Téllez, recebeu 8.135 votos (0,6% do total de votos).
O partido publica o jornal Prensa Proletaria.